# Carlos María Herrera
Carlos María Herrera Álvarez (18 de diciembre de 1875, Montevideo - 28 de marzo de 1914) fue un pintor uruguayo.

## Biografía
Sus padres fueron Lucas Herrera y Obes Martínez y Ana Álvarez y Obes.
Su abuelo paterno fue el político colorado y diplomático Manuel Herrera y Obes, canciller del Gobierno de la Defensa durante la Guerra Grande; y nieto de Nicolás Herrera, diplomático y político de peso durante las guerras de independencia. Uno de sus tíos fue Julio Herrera y Obes, 16.º Presidente Constitucional de Uruguay.
Su formación artística la inició con sus estudios con Pedro Queirolo en Montevideo y en 1895 viajó a Buenos Aires donde asistió a clases con Eduardo Sívori en la Sociedad Estímulo de Bellas Artes. En 1898 realizó un viaje de estudios a Roma gracias a una beca del gobierno uruguayo, donde estudió con los españoles Salvador Sánchez Barbudo y Mariano Barbasán Lagueruela. En 1902 volvió a Europa becado y se radicó en España, donde trabajó con Joaquín Sorolla y Bastida durante 3 años. En 1905 regresó a su país e instaló su taller en el barrio Capurro.
Fue fundador, director y docente del Círculo Fomento de Bellas Artes. Por sus aulas pasaron numerosos artistas que luego destacarían en su labor.
En el año 1900 se casó con la también artista Manuela Nebel de Herrera, argentina nacionalizada uruguaya.

## Obra

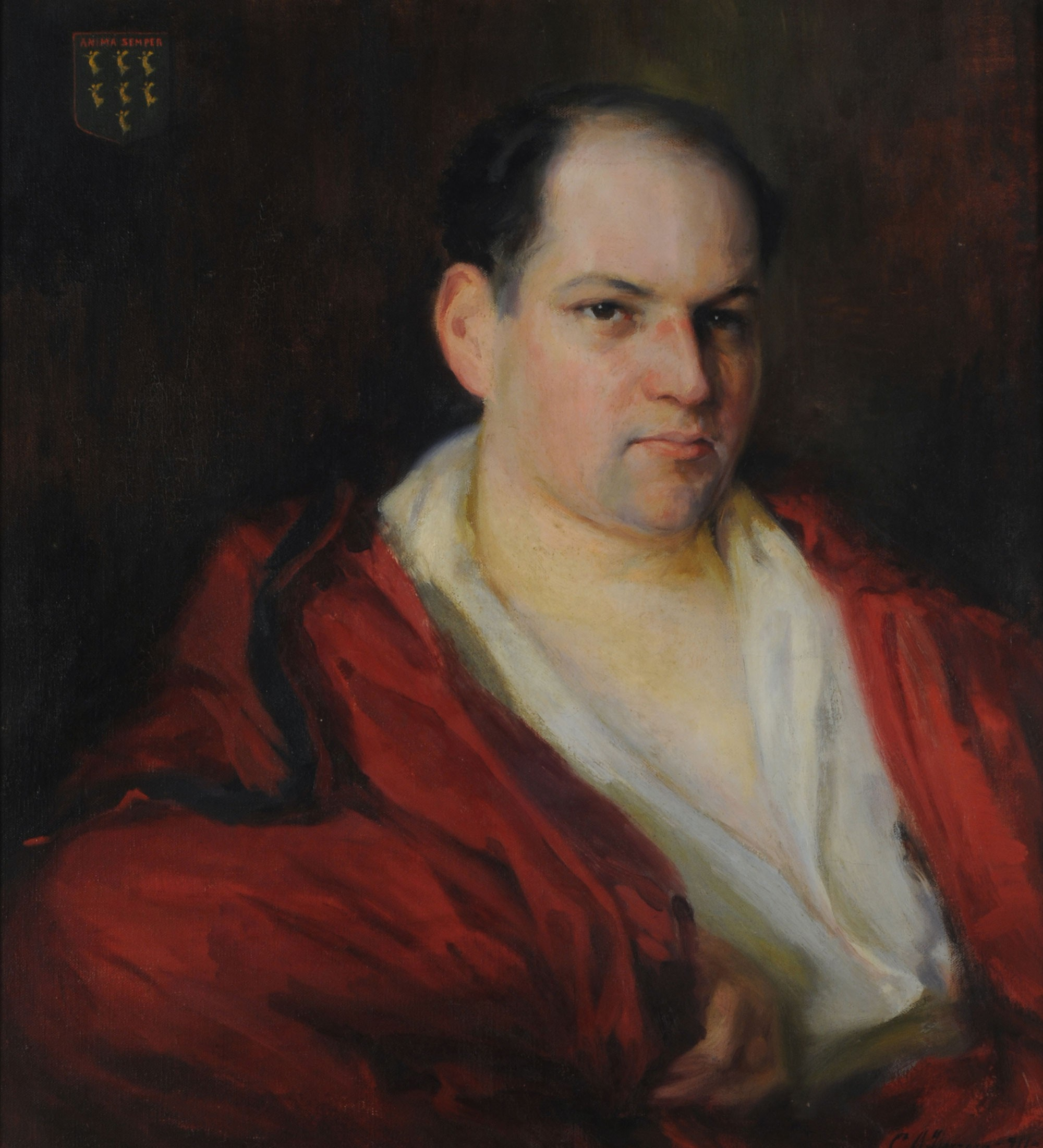
Retrato de Alberto Nin Frías por el pintor Carlos María Herrera.

Es considerado uno de los pioneros del modernismo en Uruguay. Sus obras reflejan el clima de la belle époque montevideana, con tenues atmósferas y veladuras, uso expresivo del color, manchas y empastes.
Especialista en retratos, fue el preferido de la alta sociedad montevideana de la época. Sus retratos de señoras y niños muestran el dominio que poseía de la técnica de la pintura al pastel.
También incursionó, como algunos de sus contemporáneos, en el nativismo, pintando distintos motivos gauchos y criollos. Igualmente lo hizo en la pintura de género historicista, en cuyo ámbito cabe señalar dos obras ampliamente popularizadas: Artigas en el Hervidero y el Congreso de abril de 1813.
Se pueden ver obras suyas en el Museo Nacional de Artes Visuales, Museo Histórico Nacional, Museo Gallino (Salto), Museo Nacional de Bellas Artes (Argentina)